# Ananiiv, Bârzula
Ananiiv (în ucraineană Ананьїв) este un sat în comuna Ananiev din raionul Bârzula, regiunea Odesa, Ucraina.

## Demografie
Componența lingvistică a localității Ananiiv Perșîi
     Ucraineană (89,48%)
     Rusă (6,63%)
     Română (3,6%)
     Alte limbi (0,08%)
Conform recensământului din 2001, majoritatea populației localității Ananiiv Perșîi era vorbitoare de ucraineană (89,48%), existând în minoritate și vorbitori de rusă (6,63%) și română (3,6%).